# 오린 해치
오린 해치(영어: Orrin Hatch, 1934년 3월 22일~2022년 4월 23일)는 미국의 공화당 소속 정치인이다. 해치는 펜실베이니아주 피츠버그에서 태어났으며 2015년 1월에 미국 상원 임시의장으로 선출되었고 지금까지 상원 재무위원장으로 활동중이다. 해치는 1977년부터 유타주의 상원의원으로 활동했으며 1981년 1월부터 1987년 1월까지 미국 상원 보건복지위원회의 위원장을 맡았다. 이후에는 1995년 1월부터 2001년 6월까지 미국 상원 사법위원회의 위원장을 맡았고, 2003년 1월부터 2005년 1월까지 다시한번 위원장을 맡게되었다.

## 젊은 시절
해치는 그의 가족 중 처음으로 대학에 입학했다. 그는 브리검영 대학교에 다니며 1959년 역사 학위를 받았다. 1962년에는 피츠버그 법대에서 학위를 받았다. 그는 법대를 다니면서 학비와 용돈을 벌기위해 청소부, 막노동 직업같은 온갖 궂은일을 하며 생활했다. 이후에 피츠버그와 유타주에서 변호사로 활동했다.

## 역대 선거 결과
| 선거명      | 직책명                | 대수  | 정당   | 득표율 | 득표수    | 결과 | 당락                 |
| ----------- | --------------------- | ----- | ------ | ------ | --------- | ---- | -------------------- |
| 1976년 선거 | 상원의원 (유타 제1부) | 95대  | 공화당 | 55.59% | 290,221표 | 1위  | 유타주 상원의원 당선 |
| 1982년 선거 | 상원의원 (유타 제1부) | 98대  | 공화당 | 58.28% | 309,332표 | 1위  | 유타주 상원의원 당선 |
| 1988년 선거 | 상원의원 (유타 제1부) | 101대 | 공화당 | 67.13% | 430,084표 | 1위  | 유타주 상원의원 당선 |
| 1994년 선거 | 상원의원 (유타 제1부) | 104대 | 공화당 | 68.80% | 357,297표 | 1위  | 유타주 상원의원 당선 |
| 2000년 선거 | 상원의원 (유타 제1부) | 107대 | 공화당 | 65.58% | 504,803표 | 1위  | 유타주 상원의원 당선 |
| 2006년 선거 | 상원의원 (유타 제1부) | 110대 | 공화당 | 62.36% | 356,238표 | 1위  | 유타주 상원의원 당선 |
| 2012년 선거 | 상원의원 (유타 제1부) | 113대 | 공화당 | 65.31% | 657,608표 | 1위  | 유타주 상원의원 당선 |